# Diócesis de Almería
La diócesis de Almería (en latín: Dioecesis Almeriensis) es una circunscripción eclesiástica de la Iglesia católica en España. Se trata de una diócesis latina, sufragánea de la archidiócesis de Granada. Desde el 30 de noviembre de 2021 su obispo es Antonio Gómez Cantero.

## Territorio y organización
La diócesis tiene 8774 km² y extiende su jurisdicción sobre los fieles católicos de rito latino residentes en la provincia de Almería de la comunidad autónoma de Andalucía. 
La sede de la diócesis se encuentra en la ciudad de Almería, en donde se halla la Catedral de la Encarnación. En Oria se encuentra la basílica menor de Nuestra Señora de la Merced.
En 2020 en la diócesis existían 215 parroquias.

## Historia
En la antigüedad el territorio de la actual diócesis de Almería estaba sujeto a la diócesis de Urci, que probablemente fue construida en época romana. La tradición cuenta que el evangelizador de la región, fundador de la diócesis y primer obispo fue san Indalecio, uno de los siete misioneros (viri apostolici) enviados por san Pedro para anunciar la fe cristiana en la Hispania romana.
De la época visigoda se han transmitido los nombres de algunos obispos de los siglos VI y VII. El primero históricamente documentado es Cantonio, que intervino en el concilio de Elvira entre los siglos III y IV; los demás obispos de este período participaron en los concilios nacionales visigodos de Toledo. Posteriormente, tras la conquista árabe de la península ibérica, se conocen al obispo Genesio (862) y Ya'qub bin Mahran (941).
Urci, que entretanto había tomado el nombre de Almería, fue reconquistada provisionalmente por el reino de León y su rey Alfonso VII, con apoyo pisano y genovés en 1147; sin embargo, la población de la ciudad y el campo circundante siguió siendo fundamentalmente musulmana. En esta trabajó el obispo misionero Domingo, conocido en 1147 y 1157. Quizás ya a partir del siglo XIII y a lo largo del XV se concedió el título episcopal de Almería a algunos obispos, pero sin lograr restablecer la diócesis.
Sólo tras la Reconquista y la caída del Reino nazarí de Granada, se erigió la diócesis de Almería el 21 de mayo de 1492.
A principios del siglo XVI la diócesis todavía estaba poblada por musulmanes, especialmente en el campo. En 1500, tras una revuelta, muchos prefirieron el bautismo al exilio y se convirtieron en cristianos nuevos. En 1568 se produjo una nueva revuelta, al final de la cual los cristianos nuevos fueron expulsados y confiscados sus bienes. Posteriormente, la diócesis fue repoblada con cristianos viejos.
El 16 de junio de 1610 se creó el seminario diocesano, originalmente dedicado a san Indalecio, protoobispo de Urci. En 1635 el obispo Antonio González Acevedo celebró un sínodo para la aplicación de los decretos del Concilio de Trento. Fue el último sínodo diocesano antes de 1929.
El siglo XIX estuvo marcado por la transición histórica de la monarquía absoluta al Estado liberal, lo que supuso nuevas preocupaciones para los obispos de Almería. En la primera mitad del siglo hubo una sede vacante durante mucho tiempo y la diócesis se vio golpeada por políticas de desamortización que consistieron en la confiscación de los bienes de las órdenes religiosas. En la segunda mitad del siglo la diócesis reaccionó ampliando las instituciones educativas, ampliando el seminario, difundiendo la prensa católica y propagando el catecismo. Hacia finales de siglo surgieron también un club de trabajadores y un seminario popular. Fue memorable la participación de Almería en la peregrinación obrera a Roma en 1894.
Durante la guerra civil española, muchos sacerdotes, religiosos y laicos fueron asesinados a manos de los republicanos, entre ellos el obispo Diego Ventaja Milán, beatificado por el papa Juan Pablo II en 1993. Para José María Álvarez Benavides de La Torre, decano del capítulo de la catedral de Almería, y sus 116 compañeros, está en marcha la causa de beatificación.
En 1953 se inauguró el nuevo edificio del seminario diocesano.

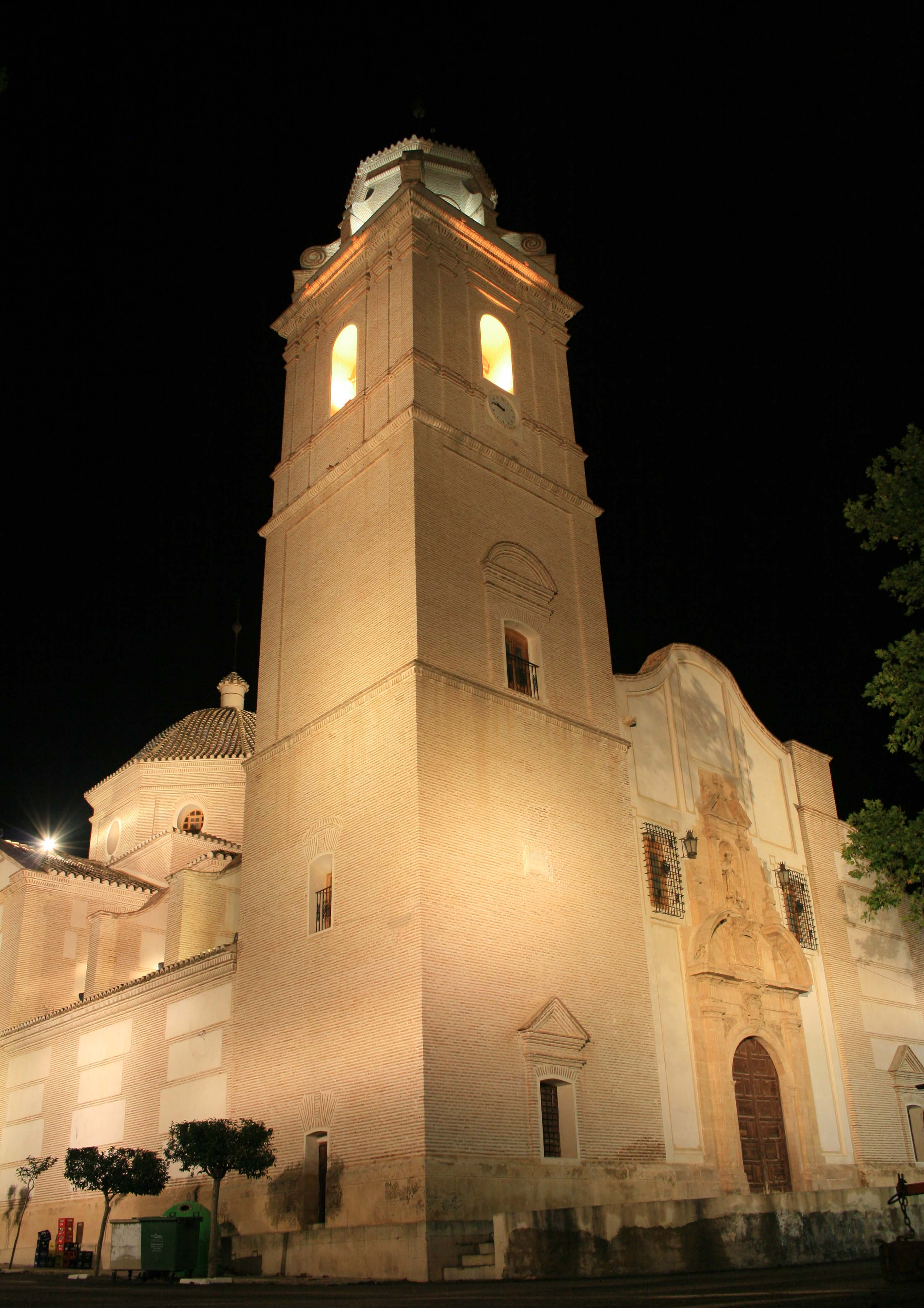
Basílica menor de Nuestra Señora de la Merced, en Oria

El 12 de enero de 1953 se amplió con 18 parroquias pertenecientes a la archidiócesis de Granada mediante el decreto Cum territorium.
En 1957, tras el concordato de 1953 que establecía que los límites de las diócesis coincidían con los de las provincias civiles, la diócesis de Almería adquirió un arciprestazgo de la diócesis de Cartagena, dos de la archidiócesis de Granada y seis parroquias de la diócesis de Guadix mediante el decreto Initis inter de la Congregación Consistorial.

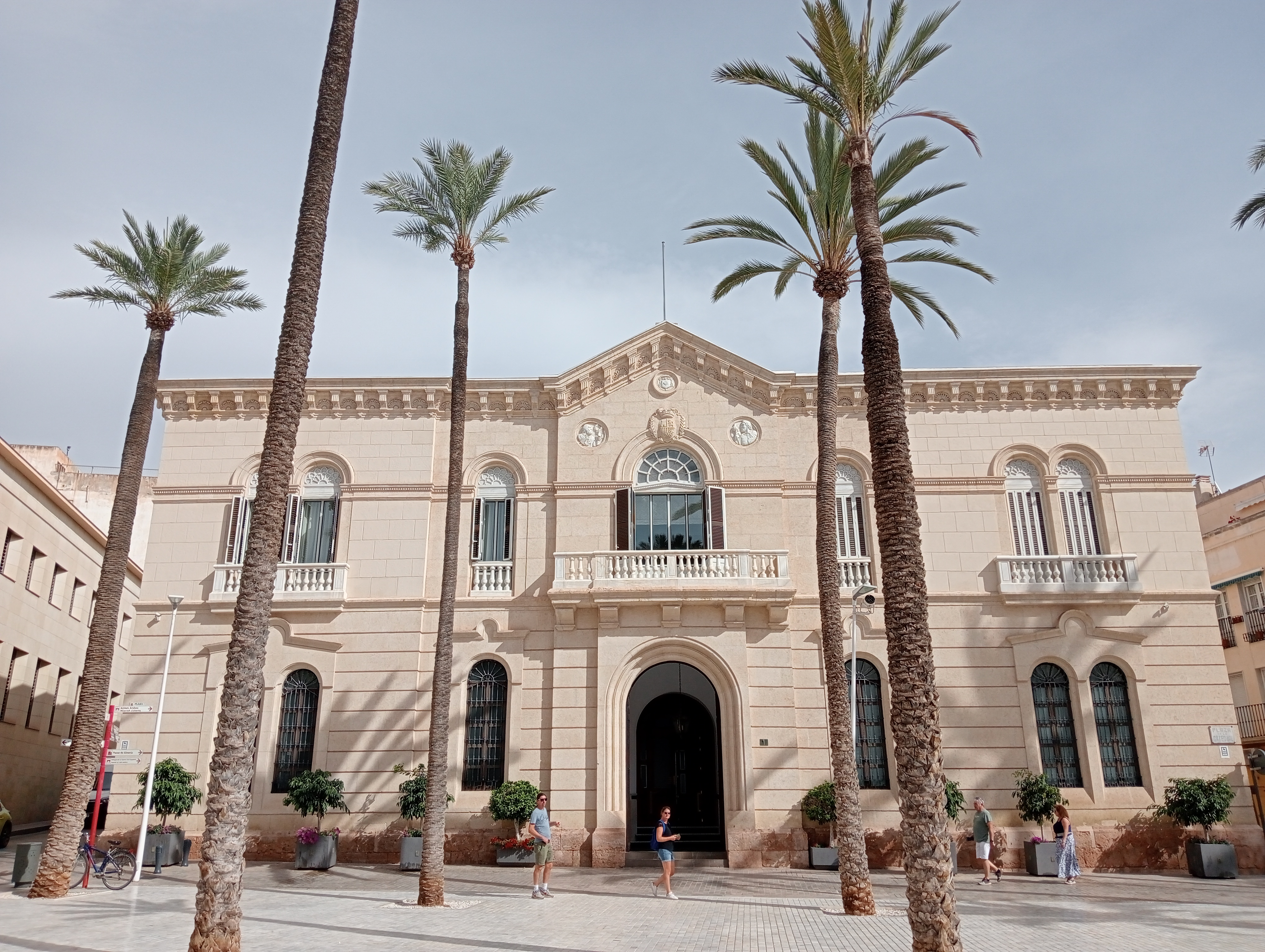
Palacio Episcopal

## Estadísticas
Según el Anuario Pontificio 2021 la diócesis tenía a fines de 2020 un total de 616 465 fieles bautizados.
| Año                                                                             | Población            | Población | Población      | Sacerdotes | Sacerdotes    | Sacerdotes    | Bautizados por sacerdote | Diáconos permanentes | Religiosos | Religiosos | Parroquias |
| Año                                                                             | Bautizados católicos | Total     | % de católicos | Total      | Clero secular | Clero regular | Bautizados por sacerdote | Diáconos permanentes | Varones    | Mujeres    | Parroquias |
| ------------------------------------------------------------------------------- | -------------------- | --------- | -------------- | ---------- | ------------- | ------------- | ------------------------ | -------------------- | ---------- | ---------- | ---------- |
| 1959                                                                            | 402 910              | 403 910   | 99,8           | 190        | 176           | 14            | 2120                     |                      | 47         | 239        | 170        |
| 1970                                                                            | 386 003              | 397 303   | 97,2           | 208        | 187           | 21            | 1855                     |                      | 48         | 524        | 176        |
| 1980                                                                            | 386 152              | 388 482   | 99,4           | 182        | 157           | 25            | 2121                     |                      | 43         | 554        | 214        |
| 1990                                                                            | 456 000              | 458 000   | 99,6           | 170        | 135           | 35            | 2682                     |                      | 56         | 593        | 216        |
| 1999                                                                            | 512 901              | 528 901   | 97,0           | 169        | 134           | 35            | 3034                     |                      | 56         | 464        | 218        |
| 2000                                                                            | 504 700              | 534 200   | 94,5           | 174        | 138           | 36            | 2900                     |                      | 59         | 447        | 220        |
| 2001                                                                            | 482 843              | 512 843   | 94,2           | 168        | 133           | 35            | 2874                     |                      | 56         | 416        | 222        |
| 2002                                                                            | 491 168              | 533 168   | 92,1           | 168        | 133           | 35            | 2923                     |                      | 55         | 443        | 223        |
| 2003                                                                            | 501 801              | 546 498   | 91,8           | 169        | 133           | 36            | 2969                     |                      | 54         | 433        | 223        |
| 2004                                                                            | 519 503              | 565 310   | 91,9           | 177        | 138           | 39            | 2935                     |                      | 57         | 411        | 220        |
| 2006                                                                            | 531 000              | 581 200   | 91,4           | 165        | 128           | 37            | 3218                     |                      | 55         | 425        | 211        |
| 2012                                                                            | 604 424              | 702 819   | 86,0           | 164        | 136           | 28            | 3685                     | 4                    | 40         | 299        | 213        |
| 2015                                                                            | 603 452              | 701 688   | 86,0           | 155        | 134           | 21            | 3893                     | 5                    | 32         | 281        | 215        |
| 2018                                                                            | 607 800              | 706 672   | 86,0           | 141        | 124           | 17            | 4310                     | 4                    | 29         | 262        | 215        |
| 2020                                                                            | 616 465              | 716 820   | 86,0           | 149        | 124           | 25            | 4137                     | 4                    | 32         | 218        | 215        |
| 2022                                                                            | 630 000              | 731 792   | 86,1           | 138        | 117           | 21            | 4565                     | 6                    | 31         | 216        | 216        |
| Fuente: Catholic-Hierarchy, que a su vez toma los datos del Anuario Pontificio. |                      |           |                |            |               |               |                          |                      |            |            |            |

Según cifras oficiales de la CEE, la diócesis contaba con 14 seminaristas mayores, del Seminario diocesano local, en el curso 2017-2018.